# دم‌دراز کاکل‌خرمایی
دم‌دراز کاکل‌خرمایی (نام علمی: Momotus mexicanus) نام یک گونه از سرده دم‌درازهای دم‌پارویی است.